# Liars
A Liars amerikai-ausztrál együttes. 2000-ben alakult Brooklynban. Több műfajban játszanak: noise rock, art punk, elektronikus zene, dance-punk, experimental rock. Csak egy olyan tag van, aki a kezdetektől tagja a zenekarnak: az alapító, Angus Andrew. További tagok: Pat Noecker, Ron Albertson, Aaron Hemphill és Julian Gross.
Pályafutásuk alatt nyolc nagylemezt adtak ki. A második lemezük bekerült az 1001 lemez, amit hallanod kell, mielőtt meghalsz című könyvbe.

## Diszkográfia
- They Threw Us All in a Trench and Stuck a Monument in Top (2001)
- They Were Wrong, So We Drowned (2004)
- Drum's Not Dead (2006)
- Liars (2007)
- Sisterworld (2010)
- WIXIW (2012)
- Mess (2014)
- TFCF (2017)
- Titles with the Word Fountain (2018)
- The Apple Drop (2021)